# Alvera von Virmond
Alvera von Virmond (auch von Viermund oder von Virmund; * 3. Mai 1617 in Neersen; † 24. Februar 1649 in Jülich) war eine katholische Ordensschwester und erste Priorin des Sepulchrinerinnenklosters in Jülich.
Alvera war die Tochter des Freiherren Johann II. von Viermund zu Neersen und dessen Gattin Johanna Maria von Flodorf zu Leuth und Reichholt. Sie wurde am 3. Mai 1617 in der väterlichen Burg Neersen geboren.
Sie lebte zur Zeit des Dreißigjährigen Krieges. Unter dem Eindruck der Ermordung ihres Vaters trat sie zusammen mit ihrer Schwester Obilia im Jahre 1633 in den Orden der Chorfrauen des heiligen Grabes zu St. Leonhard in Aachen ein.
Am 14. Juli 1644 wechselte sie nach Jülich. Dort gehörte sie zu den Gründerinnen des dortigen Sepulchrinerinnenklosters und wurde von ihren Mitschwestern zur ersten Priorin des Klosters Jülich gewählt.
Sie starb am 24. Februar 1649 und wurde in der Pfarrkirche in Jülich begraben. Ihre Nachfolgerin als Priorin wurde ihre Schwester Obilia von Viermund.